# Паустовский, Константин Георгиевич
Константи́н Гео́ргиевич Паусто́вский (19 [31] мая 1892, Москва — 14 июля 1968[…], Москва) — русский советский писатель, сценарист и педагог, журналист, военный корреспондент, переводчик.
Книги К. Паустовского неоднократно переводились на многие языки мира. Во второй половине XX века его повести и рассказы вошли в программу советских школ по русской литературе для средних классов как один из сюжетных и стилистических образцов пейзажной и лирической прозы. Четыре раза был номинирован на Нобелевскую премию по литературе (1965; 1966; 1967; 1968).

## Биография
Помочь понять истоки и становление творчества К. Г. Паустовского может его автобиографическая «Повесть о жизни» в двух томах, всего 6 книг. Детству писателя там посвящена первая книга «Далёкие годы». 

Вся моя жизнь с раннего детства до 1921 года описана в трёх книгах — «Далёкие годы», «Беспокойная юность» и «Начало неведомого века». Все эти книги составляют части моей автобиографической «Повести о жизни»…

### Происхождение и образование
Константин Паустовский родился в семье железнодорожного статистика Георгия Максимовича Паустовского, имевшего украинско-польско-турецкие корни и проживавшего в Гранатном переулке Москвы. Был крещён в церкви святого Георгия на Всполье. Запись в метрической церковной книге содержит сведения о его родителях:

…отец отставной унтер-офицер II разряду из добровольцев, из мещан Киевской губернии, Васильковского уезда, Георгий Максимович Паустовский и законная жена его Мария Григорьевна, оба православные люди.

Родословная писателя по мужской линии связана с именем гетмана П. К. Сагайдачного, хотя Георгий Максимович и не придавал этому большого значения: «Отец посмеивался над своим „гетманским происхождением“ и любил говорить, что наши деды и прадеды пахали землю и были самыми обыкновенными терпеливыми хлеборобами…». Дед писателя был казаком, имел опыт чумака, перевозившего с товарищами товары из Крыма в глубь украинской территории, и познакомил юного Костю с украинским фольклором, чумацкими, казацкими песнями и историями, из которых наиболее запомнилась тронувшая его романтическая и трагическая история бывшего сельского кузнеца, а затем слепого лирника Остапа, потерявшего зрение от удара жестокого дворянина, соперника, вставшего на пути его любви к прекрасной благородной даме, которая затем умерла, не вынеся разлуки с Остапом и его мучений.
До того, как стать чумаком, дед писателя по отцу служил в армии при Николае I, попал во время одной из русско-турецких войн в турецкий плен и привёз оттуда суровую жену-турчанку Фатьму, принявшую в России крещение с именем Гонораты, так что у отца писателя украинское казацкое происхождение сочеталось с турецким. Отец изображён в повести «Далёкие годы» не очень практичным человеком свободолюбивого революционно-романтического склада и атеистом, что раздражало его тёщу, другую бабушку будущего писателя.
Бабушка писателя по матери, Викентия Ивановна, жившая в Черкассах, была полькой, ревностной католичкой, бравшей внука-дошкольника при неодобрении его отца на поклонение католическим святыням в Царство Польское (в частности, в Ченстохов), и впечатления от их посещения и встреченных там людей также глубоко запали в душу писателя. Бабушка всегда носила траур после разгрома польского восстания 1863 года, так как сочувствовала идее свободы Польши: «Мы были уверены, что во время восстания у бабушки убили жениха — какого-нибудь гордого польского мятежника, совсем не похожего на угрюмого бабушкиного мужа, моего деда — бывшего нотариуса в городе Черкассах». После поражения поляков от правительственных войск Российской империи активные сторонники польского освобождения испытывали неприязнь к угнетателям, и на католическом богомолье бабушка запрещала мальчику говорить по-русски, тогда как польским владел лишь в минимальной степени. Испугала мальчика и религиозная исступленность других католических паломников, и он один не выполнил требуемых обрядов, что бабушка объяснила дурным влиянием его отца, безбожника. Польская бабушка изображается строгой, но доброй и внимательной. Её муж, второй дед писателя, был человеком неразговорчивым, жившим в своей комнате в мезонине уединённо, и общение с ним было у внуков не отмечено автором повести в качестве значительно повлиявшего на него фактора в отличие от общения с двумя другими членами той семьи — юной, красивой, весёлой, порывистой и музыкально одарённой тётей Надей, рано умершей, и её старшим братом, искателем приключений дядей Юзей — Иосифом Григорьевичем Высочанским. Этот дядя получил военное образование и, имея характер неутомимого путешественника, не отчаивавшегося неудачливого предпринимателя, непоседы и авантюриста, надолго пропадал из родительского дома и неожиданно возвращался в него из самых дальних уголков Российской империи и остального мира, например, со строительства Китайско-Восточной железной дороги или поучаствовав в Южной Африке в англо-бурской войне на стороне малочисленных буров, стойко противостоявших завоевателям-англичанам, как полагала тогда либерально настроенная российская общественность, сочувствовавшая этим потомкам голландских переселенцев. В свой последний приезд в Киев, пришедшийся на время произошедшего там вооружённого восстания в ходе Первой русской революции 1905—1907 годов, он неожиданно ввязался в события, наладив неудачную до того стрельбу восставших артиллеристов по правительственным зданиям, и после поражения восстания вынужден был эмигрировать до конца жизни в страны Дальнего Востока. Все эти люди и события оказали влияние на личность и творчество писателя.
В родительской семье писателя было четверо детей. У Константина Паустовского было двое старших братьев (Борис и Вадим) и сестра Галина.
В 1898 году семья вернулась из Москвы в Киев, где в 1904 году Константин Паустовский поступил в Первую киевскую классическую гимназию. Любимым предметом во время обучения в гимназии была география.
После распада семьи (осень 1908 года) он несколько месяцев жил у дяди, Николая Григорьевича Высочанского, в Брянске и учился в брянской гимназии.
Осенью 1909 года возвратился в Киев и, восстановившись в Александровской гимназии (при содействии её преподавателей), начал самостоятельную жизнь, зарабатывая репетиторством. Через некоторое время будущий писатель поселился у своей бабушки, Викентии Ивановны Высочанской, переехавшей в Киев из Черкасс. Здесь, в маленьком флигеле на Лукьяновке, гимназист Паустовский написал свои первые рассказы, которые были опубликованы в киевских журналах. Окончив гимназию в 1912 году, он поступил в Императорский университет св. Владимира в Киеве на историко-филологический факультет, где проучился два года.
В общей сложности более двадцати лет Константин Паустовский, «москвич по рождению и киевлянин по душе», прожил на Украине. Именно здесь состоялся как журналист и писатель, о чём не раз признавался в автобиографической прозе. В предисловии к украинскому изданию «Золота троянда» (рус. «Золотая роза») 1957 года он писал:

В книгах почти каждого писателя просвечивается, как сквозь лёгкую солнечную дымку, образ родного края, с его бескрайним небом и тишиной полей, с его задумчивыми лесами и языком народа. Мне в общем-то повезло. Я вырос на Украине. Её лиризму я благодарен многими сторонами своей прозы. Образ Украины я носил в своём сердце на протяжении многих лет.

### Первая мировая и Гражданская войны
С началом Первой мировой войны К. Паустовский переехал в Москву к матери, сестре и брату и перевёлся в Московский университет, но вскоре был вынужден прервать учёбу и устроиться на работу. Работал кондуктором и вожатым на московском трамвае, затем служил санитаром на тыловом и полевом санитарных поездах. Осенью 1915 года с полевым санитарным отрядом отступал вместе с русской армией от Люблина в Польше до Несвижа в Белоруссии. После гибели обоих его братьев в один год на разных фронтах Паустовский вернулся в Москву к матери и сестре, но через некоторое время уехал оттуда. В этот период он работал на Брянском металлургическом заводе в Екатеринославе, на металлургическом заводе в Юзовке, на котельном заводе в Таганроге, с осени 1916 года — в рыбачьей артели на Азовском море. После начала Февральской революции уехал в Москву, где работал репортёром в газетах. В Москве он стал свидетелем событий 1917—1919 годов, связанных с Октябрьской революцией.
Во время гражданской войны К. Паустовский возвращается на Украину, куда снова перебрались его мать и сестра. В Киеве в декабре 1918 года он был призван в украинскую армию гетмана Скоропадского, а вскоре после очередной смены власти был призван в Красную Армию — в караульный полк, набранный из бывших махновцев. Несколько дней спустя один из караульных солдат застрелил полкового командира, и полк был расформирован.
Впоследствии Константин Георгиевич много ездил по югу России, жил два года в Одессе, работая в газетах «Станок» и «Моряк». В этот период Паустовский подружился с И. Ильфом, И. Бабелем (о котором позже оставил подробные воспоминания), Э. Багрицким, Л. Славиным. Из Одессы Паустовский уехал в Крым, затем — на Кавказ. Жил в Сухуми, Батуми, Тбилиси, Ереване, Баку, побывал в северной Персии. Сотрудничал и печатался в газетах «Маяк» (Батум), «Трудовой Батум», «Гудок Закавказья» (Тифлис).
В 1923 году Паустовский вернулся в Москву. Несколько лет работал редактором РОСТА.

### 1930-е годы
В 1930-е годы Паустовский активно работал как журналист газеты «Правда», журналов «30 дней», «Наши достижения» и других, много путешествовал по стране. Впечатления от этих поездок воплотились в художественных произведениях и очерках. В 1930 году в журнале «30 дней» впервые были опубликованы очерки: «Разговор о рыбе» (№ 6), «Погоня за растениями» (№ 7), «Зона голубого огня» (№ 12).
С 1930 года и до начала 1950-х годов Паустовский проводит много времени в селе Солотча под Рязанью в мещёрских лесах. В начале 1931 года по заданию РОСТА он едет в Березники на строительство Березниковского химкомбината, где продолжает начатую в Москве работу над повестью «Кара-Бугаз». Очерки о Березниковском строительстве вышли небольшой книгой «Великан на Каме». Повесть «Кара-Бугаз» была дописана в Ливнах летом 1931 года, и стала для К. Паустовского ключевой:285, 436-449 — после выхода повести он оставил службу и перешёл на творческую работу, став профессиональным писателем.
В мае 1932 года Константин Паустовский побывал в Петрозаводске, работая над историей Онежского завода (тема была подсказана А. М. Горьким). Результатом поездки стали повести «Судьба Шарля Лонсевиля» и «Озёрный фронт» и большой очерк «Онежский завод». Впечатления от поездки по северу страны легли также в основу очерков «Страна за Онегой» и «Мурманск».
По материалам поездки по Волге и Каспию был написан очерк «Подводные ветры», напечатанный впервые в журнале «Красная новь» № 4 за 1932 год. В 1937 году в газете «Правда» вышел очерк «Новые тропики», написанный по впечатлениям нескольких поездок в Мингрелию.
Совершив поездку по северо-западу страны, посетив Новгород, Старую Руссу, Псков, Михайловское, Паустовский пишет очерк «Михайловские рощи», опубликованный в журнале «Красная новь» (№ 7, 1938 г.).
Указом Президиума Верховного Совета СССР «О награждении советских писателей» от 31 января 1939 года К. Г. Паустовский был награждён Орденом Трудового Красного Знамени («За выдающиеся успехи и достижения в развитии советской художественной литературы»).

### Период Великой Отечественной войны
С началом Великой Отечественной войны Паустовский, ставший военным корреспондентом, служил на Южном фронте. В письме Рувиму Фраерману от 9 октября 1941 года он писал: «Полтора месяца я пробыл на Южном фронте, почти всё время, не считая четырёх дней, на линии огня…»
В середине августа Константин Паустовский вернулся в Москву и был оставлен для работы в аппарате ТАСС. Вскоре по требованию Комитета по делам искусств был освобождён от службы для работы над новой пьесой для МХАТа и эвакуировался с семьёй в Алма-Ату, где работал над пьесой «Пока не остановится сердце», романом «Дым отечества», написал ряд рассказов. Постановку пьесы готовил московский Камерный театр под руководством А. Я. Таирова, эвакуированный в Барнаул. В процессе работы с коллективом театра Паустовский некоторое время (зима 1942 года и ранняя весна 1943 года) провёл в Барнауле и Белокурихе. Этот период своей жизни он назвал «Барнаульские месяцы». Премьера спектакля по пьесе «Пока не остановится сердце», посвящённой борьбе с фашизмом, состоялась в Барнауле 4 апреля 1943 года.

### Мировое признание
В 1950-е годы Паустовский жил в Москве и в Тарусе на Оке. Встречавшийся с ним М. М. Мелентьев вспоминал::
Небольшого роста, коренаст, широкоплечий. «Гомо квадратус». Хороши глаза, умные и ласковые. Хороша и улыбка. Говорит неторопливо, вдумчиво.
Всего лишь видевшая его Марина Тарковская писала:

Паустовский был молчаливым и сдержанным той привлекательной сдержанностью, которая обычно говорит о глубине натуры

В это время писатель выступил одним из составителей важнейших коллективных сборников демократического направления времён оттепели «Литературная Москва» (1956) и «Тарусские страницы» (1961).
Более десяти лет вёл семинар прозы в Литературном институте им. Горького, был заведующим кафедрой литературного мастерства. Среди учащихся на семинаре Паустовского были: Инна Гофф, Владимир Тендряков, Григорий Бакланов, Юрий Бондарев, Юрий Трифонов, Борис Балтер, Иван Пантелеев, Михаил Коршунов. В своей книге «Превращения» Инна Гофф писала о К. Г. Паустовском:

Я часто о нём думаю. Да, он обладал редкостным талантом Учителя. Не случайно среди его страстных поклонников много учителей. Он умел создать особую, таинственно-прекрасную атмосферу творчества, — именно это высокое слово хочется здесь употребить.

В середине 1950-х годов к Паустовскому пришло мировое признание. Получив возможность путешествовать по Европе, он побывал в Болгарии, Чехословакии, Польше, Турции, Греции, Швеции, Италии и др. странах. Отправившись в 1956 году в круиз вокруг Европы, он посетил Стамбул, Афины, Неаполь, Рим, Париж, Роттердам, Стокгольм. По приглашению болгарских писателей К. Паустовский посетил Болгарию в 1959 году. В 1965 году некоторое время жил на о. Капри. В том же 1965 году был одним из вероятных кандидатов на Нобелевскую премию в области литературы, которая в итоге была присуждена Михаилу Шолохову. В книге «Лексикон русской литературы XX века», написанной известным немецким славистом Вольфгангом Казаком, об этом было сказано следующее:

Внутреннее решение о присуждении ему Нобелевской премии не воплотилось в жизнь по политическим причинам.

Паустовский был кандидатом на Нобелевскую премию и в 1967 году, когда был номинирован членом Шведской академии, писателем и впоследствии лауреатом Нобелевской премии (1974) Эйвиндом Юнсоном. Однако Нобелевский комитет отклонил кандидатуру Паустовского с формулировкой, которая стала известна только в 2017 году: «Комитет хотел бы подчеркнуть свой интерес к этому предложению по русскому писателю, однако по естественным причинам оно должно быть пока отложено в сторону». Вероятной причиной отказа стал анализ творчества Паустовского, выполненный литературный критиком Эриком Местертоном. Его резюме гласило: «В современной русской литературе Паустовский, бесспорно, занимает выдающееся место. Но он не является большим писателем, насколько я понимаю… Паустовский — писатель с большими заслугами, но также и с большими недостатками. Я не нахожу, что его заслуги могут перевесить недостатки настолько, чтобы можно было мотивировать присуждение ему Нобелевской премии». В итоге премию 1967 года получил гватемальский писатель и дипломат Мигель Анхель Астуриас. В 1968 году Паустовский вновь был номинирован и входил в число основных кандидатов на Нобелевскую премию, но умер до выбора лауреата.
К. Г. Паустовский был в числе любимых писателей Марлен Дитрих. В своей книге «Размышления» (глава «Паустовский») она описала их встречу, которая состоялась в 1964 году во время её выступления в ЦДЛ:

Однажды я прочитала рассказ «Телеграмма» Паустовского. (Это была книга, где рядом с русским текстом шёл его английский перевод.) Он произвёл на меня такое впечатление, что ни рассказ, ни имя писателя, о котором никогда не слышала, я уже не могла забыть. Мне не удавалось разыскать другие книги этого удивительного писателя. Когда я приехала на гастроли в Россию, то в московском аэропорту спросила о Паустовском. Тут собрались сотни журналистов, они не задавали глупых вопросов, которыми мне обычно досаждали в других странах. Их вопросы были очень интересными. Наша беседа продолжалась больше часа. Когда мы подъезжали к моему отелю, я уже всё знала о Паустовском. Он в то время был болен, лежал в больнице. Позже я прочитала оба тома «Повести о жизни» и была опьянена его прозой. Мы выступали для писателей, художников, артистов, часто бывало даже по четыре представления в день. И вот в один из таких дней, готовясь к выступлению, Берт Бакарак и я находились за кулисами. К нам пришла моя очаровательная переводчица Нора и сказала, что Паустовский в зале. Но этого не могло быть, мне ведь известно, что он в больнице с сердечным приступом, так мне сказали в аэропорту в тот день, когда я прилетела. Я возразила: «Это невозможно!» Нора уверяла: «Да, он здесь вместе со своей женой». Представление прошло хорошо. Но никогда нельзя этого предвидеть, — когда особенно стараешься, чаще всего не достигаешь желаемого. По окончании шоу меня попросили остаться на сцене. И вдруг по ступенькам поднялся Паустовский. Я была так потрясена его присутствием, что, будучи не в состоянии вымолвить по-русски ни слова, не нашла иного способа высказать ему своё восхищение, кроме как опуститься перед ним на колени. Волнуясь о его здоровье, я хотела, чтобы он тотчас же вернулся в больницу. Но его жена успокоила меня: «Так будет лучше для него». Больших усилий стоило ему прийти, чтобы увидеть меня. Он вскоре умер. У меня остались его книги и воспоминания о нём. Он писал романтично, но просто, без прикрас. Я не уверена, что он известен в Америке, но однажды его «откроют». В своих описаниях он напоминает Гамсуна. Он — лучший из тех русских писателей, кого я знаю. Я встретила его слишком поздно.

В память об этой встрече Марлен Дитрих подарила Константину Георгиевичу несколько фотографий. Одна из них запечатлела Константина Паустовского и преклонившую перед любимым писателем колени актрису на сцене Центрального дома литераторов.

### Последние годы жизни
В 1965 году Паустовский подписал письмо с ходатайством о предоставлении А. И. Солженицыну квартиры в Москве, а в 1967 году поддержал А. Солженицына, написавшего письмо IV Съезду советских писателей с требованием отменить цензуру литературных произведений.
В 1966 году Паустовский подписал письмо двадцати пяти деятелей культуры и науки генеральному секретарю ЦК КПСС Л. И. Брежневу против реабилитации И. Сталина.
Во время судебного процесса над писателями А. Д. Синявским и Ю. М. Даниэлем К. Паустовский вместе с К. Чуковским открыто выступил в их поддержку, предоставив суду положительные отзывы об их творчестве.
30 мая 1967 года ему было присвоено звание «Почётного гражданина» Тарусы.
Долгое время Константин Паустовский болел астмой, перенёс несколько инфарктов. Уже незадолго до смерти тяжело больной писатель направил письмо А. Н. Косыгину с просьбой не увольнять главного режиссёра Театра на Таганке Ю. П. Любимова. За письмом последовал телефонный разговор с Косыгиным, в котором Константин Георгиевич сказал:

С вами говорит умирающий Паустовский. Я умоляю вас не губить культурные ценности нашей страны. Если вы снимете Любимова, распадётся театр, погибнет большое дело.

В результате приказ об увольнении подписан не был.
Константин Паустовский скончался 14 июля 1968 года в Москве.
По завещанию похоронен на городском кладбище Тарусы — над крутым берегом реки Тарусы.
Журналист Валерий Дружбинский, работавший у К. Паустовского литературным секретарём в 1965—1968 годах, в своих воспоминаниях «Паустовский, каким я его помню» написал: «Удивительно, но Паустовский ухитрился прожить время безумного восхваления Сталина и ни слова не написать о вожде всех времён и народов. Ухитрился не вступить в партию, не подписать ни единого письма или обращения, клеймящего кого-нибудь. Он изо всех сил пытался остаться и поэтому остался самим собой».

## Семья
- Отец, Георгий Максимович Паустовский (1854[45]—1912), был железнодорожным статистиком, происходил из запорожских казаков[7]. Умер и похоронен в с. Городище около Белой Церкви[9].
- Мать, Мария Григорьевна, урождённая Высочанская (1869[45] — 20 июня 1934) — похоронена на Байковом кладбище в Киеве[46].
- Сестра, Галина Георгиевна Паустовская (1886 — 27 июня 1934 г.) — похоронена на Байковом кладбище в Киеве (рядом с матерью)[46].
- Братья К. Г. Паустовского погибли в 1915 году на фронтах Первой мировой войны[47][48]: Борис Георгиевич Паустовский (24 января 1889 — 15 июня 1915) — прапорщик 11 Финляндского стрелкового полка, убит на Галицийском фронте; Вадим Георгиевич Паустовский (1890 — 30 августа 1915) — прапорщик Навагинского пехотного полка, скончался от ран на Рижском направлении.
- Дед (со стороны отца), Максим Григорьевич Паустовский — бывший солдат, участник русско-турецкой войны, однодворец; бабушка, Гонората Викентьевна — турчанка (Фатьма), крещёная в православие[10]. Дед Паустовского привез её из Казанлыка, где был в плену.
- Дед (со стороны матери), Григорий Моисеевич Высочанский (ум. 1901 г.[49]), нотариус в Черкассах; бабушка Викентия (Wincentia) Ивановна (ум. 1914 г.[49]) — польская шляхтянка[10].
- Первая жена — Екатерина Степановна Загорская (2.10.1889 — 1969, похоронена в Тарусе на Старом городском кладбище), (отец — Степан Александрович, священник, умер до рождения Екатерины; мать — Мария Яковлевна Городцова, сельская учительница, умерла через несколько лет после смерти мужа[50]). По материнской линии Екатерина Загорская родственница знаменитого археолога Василия Алексеевича Городцова[50][51], открывателя уникальных древностей Старой Рязани[52]. Со своей будущей женой Паустовский встретился, отправившись санитаром на фронт (Первая мировая война), где Екатерина Загорская была медсестрой. Паустовский и Загорская венчались летом 1916 года, в родной для Екатерины Подлесной Слободе в Рязанской губернии (ныне Луховицкий район Московской области), в которой служил священником её отец. В 1936 году Екатерина Загорская и Константин Паустовский расстались. Екатерина призналась родственникам, что развод мужу дала сама. Не могла вынести, что тот «связался с полькой» (имелась в виду вторая жена Паустовского). Константин Георгиевич, однако, продолжал заботиться о сыне Вадиме и после развода. Имя Хатидже (рус. «Екатерина») Е. Загорской дали татарки из крымской деревушки, где она проводила лето 1914 года. …её люблю больше мамы, больше себя… Хатидже — это порыв, грань божественного, радость, тоска, болезнь, небывалые достижения и мучения.
  - Сын — Вадим (02.08.1925 — 10.04.2000), до конца своей жизни собирал письма родителей, документы, многое передал в Музей-Центр Паустовского в Москве. Похоронен в Тарусе на Старом городском кладбище рядом с матерью.

- Вторая жена — Валерия Владимировна Валишевская-Навашина (Waleria Waliszewska, 1896—1975) — сестра известного в 1920-е годы польского художника Зигмунта (Сигизмунда) Валишевского (Zygmunt Waliszewski). Валерия становится вдохновительницей многих произведений — например, «Мещёрская сторона», «Бросок на юг» (здесь Валишевская явилась прообразом Марии). До Паустовского была замужем сначала за Кириллом Зданевичем, затем за Михаилом Навашиным.
- Третья жена — Татьяна Алексеевна Евтеева-Арбузова (1903—1978), актриса театра им. Мейерхольда. Они встретились, когда Татьяна Евтеева была женой драматурга Алексея Арбузова (ей посвящена арбузовская пьеса «Таня»; после того как драматург в 1939-м оставил семью, Татьяна стала супругой киноведа Михаила Шнейдера (1891—1945). Овдовев, через пять лет вышла замуж за К. Г. Паустовского[53]. Паустовский писал о ней: Нежность, единственный мой человек, клянусь жизнью, что такой любви (без хвастовства) не было ещё на свете. Не было и не будет, вся остальная любовь — чепуха и бред. Пусть спокойно и счастливо бьётся твоё сердце, моё сердце! Мы все будем счастливы, все! Я знаю и верю…
  - Сын — Алексей (30 июля 1950—1976), родился в селе Солотча Рязанской области.
  - Падчерица — Галина Арбузова, хранитель Дома-музея К. Г. Паустовского в Тарусе.

## Творчество
Моя писательская жизнь началась с желания всё знать, всё видеть и путешествовать. И, очевидно, на этом она и окончится.
Поэзия странствий, слившись с неприкрашенной реальностью, образовала наилучший сплав для создания книг.

Первые произведения, «На воде» и «Четверо» (в примечаниях к первому тому шеститомного собрания сочинений К. Паустовского, 1958 года издания, повесть названа «Трое»), были написаны Паустовским ещё во время учёбы в последнем классе киевской гимназии. Рассказ «На воде» был напечатан в 1912 году в киевском альманахе «Огни», № 32 и был подписан псевдонимом «К. Балагин» (единственный рассказ, напечатанный Паустовским под псевдонимом). Повесть «Четверо» вышла в журнале для молодёжи «Рыцарь» (№ 10—12, октябрь—декабрь, 1913 год).
В 1915 году в газете «Вятская речь» — первый очерк Паустовского «Письма с войны».
В 1916 году, работая на котельном заводе «Альберт Невъ, Вильде и Ко» в Таганроге, К. Паустовский начинает писать свой первый роман «Романтики», работа над которым продолжалась семь лет и была закончена в 1923 году в Одессе.

Мне кажется, что одной из характерных черт моей прозы является её романтическая настроенность…
…Романтическая настроенность не противоречит интересу к «грубой» жизни и любви к ней. Во всех областях действительности, за редкими исключениями, заложены зёрна романтики.
Их можно не заметить и растоптать или, наоборот, дать им возможность разрастись, украсить и облагородить своим цветением внутренний мир человека.
— 
В 1928 году вышел первый сборник рассказов Паустовского «Встречные корабли» («Первой моей „настоящей“ книгой был сборник рассказов „Встречные корабли“»), хотя отдельные очерки и рассказы печатались и до этого. В короткий срок (зима 1928 года) был написан роман «Блистающие облака», в котором детективно-авантюрная интрига, переданная великолепным образным языком, сочеталась с автобиографическими эпизодами, связанными с поездками Паустовского по Черноморью и Кавказу в 1925—1927 годах. Роман был издан харьковским издательством «Пролетарий» в 1929 году.
Известность принесла повесть «Кара-Бугаз». Написанная на основе подлинных фактов и вышедшая в 1932 году в московском издательстве «Молодая гвардия», повесть сразу выдвинула Паустовского (по мнению критиков) в первые ряды советских писателей того времени. Повесть многократно издавалась на разных языках народов СССР и за границей. Снятый в 1935 году фильм «Кара-Бугаз» по политическим мотивам не был допущен в прокат.
В 1935 году в Москве издательством «Художественная литература» впервые был напечатан роман «Романтики», вошедший в одноимённый сборник.
В 1930-е годы были созданы разнообразные по тематике повести:
- «Судьба Шарля Лонсевиля» — написана летом 1933 года в Солотче. Впервые вышла отдельным изданием в московском издательстве «Молодая гвардия». Переиздавалась несколько раз. Была переведена на многие языки народов СССР.
- «Колхида» — написана осенью 1933 года, впервые была напечатана в альманахе «Год 17-й» в 1934 году. Созданию повести предшествовала поездка Паустовского в Мегрелию. В 1934 году «Колхида» была издана отдельной книгой (Москва, «Детиздат»), неоднократно переиздавалась, была переведена на многие иностранные языки и языки народов СССР.
- «Чёрное море» — написана зимой 1935—1936 годов в Севастополе, где Паустовский поселился специально, чтобы иметь возможность пользоваться материалами Севастопольской морской библиотеки. Впервые повесть была опубликована в альманахе «Год XIX», в № 9 за 1936 год.
- «Созвездие Гончих Псов» — написана в 1936 году в Ялте. Впервые была напечатана в журнале «Знамя» № 6, 1937 год. В том же году повесть вышла отдельным изданием в «Детиздате». Пьеса, написанная Паустовским по этой повести, шла во многих театрах страны в течение нескольких лет.
- «Северная повесть» — была написана в 1937 году, писалась в Москве и Солотче. Впервые была напечатана под названием «Северные рассказы» в журнале «Знамя» (№ 1, 2, 3 за 1938 год). В 1939 году повесть вышла отдельной книгой в Детиздате. Отдельными изданиями печаталась в Берлине и Варшаве.
- «Исаак Левитан» (1937)
- «Орест Кипренский» (1937)
- «Тарас Шевченко» (1939)

Особое место в творчестве Паустовского занимает Мещёрский край. О любимой им Мещёре Паустовский писал:

Самое большое, простое и бесхитростное счастье я нашёл в лесном Мещёрском краю. Счастье близости к своей земле, сосредоточенности и внутренней свободы, любимых дум и напряжённого труда. Средней России — и только ей — я обязан большинством написанных мною вещей.

Повесть «Золотая роза» (1955) посвящена сущности писательского труда.

### Сценарии
По сценариям Паустовского были поставлены кинофильмы «Кара-Бугаз» (1935), «Лермонтов» (1943); по мотивам одноимённых произведений — кинофильмы «Телеграмма» (1957), «Северная повесть» (1960).

### «Повесть о жизни»
В 1945—1963 годах Паустовский писал одно из своих главных произведений — автобиографическую «Повесть о жизни». Различные части книги публиковались в журнальных вариантах по мере написания.
«Повесть о жизни» состоит из шести книг: «Далёкие годы» (1946), «Беспокойная юность» (1954), «Начало неведомого века» (1956), «Время больших ожиданий» (1958), «Бросок на юг» (1959—1960), «Книга скитаний» (1963). Она была впервые полностью опубликована Гослитиздатом в 1962 году в двух томах в составе шести книг.
Немецкий славист и литературный критик В. Казак писал:

Вне зависимости от длины произведения повествовательная структура Паустовского — аддитивная, «в подбор», когда эпизод следует за эпизодом; преобладает форма повествования от первого лица, от лица рассказчика-наблюдателя. Более сложные структуры с подчинением нескольких линий действия чужды прозе Паустовского.

В 1958 году Государственное издательство художественной литературы выпустило в свет шеститомное собрание сочинений писателя тиражом в 225 тыс. экземпляров.

## Награды и премии
- 31 января 1939 — орден Трудового Красного Знамени
- 30 мая 1962 — орден Трудового Красного Знамени
- 16 июня 1967 — орден Ленина
- 1959 — Польская национальная премия за литературные труды, содействующие укреплению дружбы между народами СССР и Польши.
- 1967 — Премия имени Влодзимежа Петшака[пол.] (Польша)[56].
- 1995 — Медаль «За оборону Одессы» (посмертно)[57].
- 1997 — Медаль «За отвагу» (посмертно)[58].
- 2010 — Юбилейная медаль «65 лет Победы в Великой Отечественной войне 1941—1945 гг.» (посмертно)[59].

## Адреса
- Таруса, ул. Пролетарская, 2. Мемориальная доска.
- Москва, Высотный дом на Котельнической набережной. Мемориальная доска.

## Экранизации
- 1935 — «Кара-Бугаз»
- 1957 — «Телеграмма» (короткометражный фильм)
- 1960 — «Северная повесть» (фильм)
- 1965 — «Обещание счастья» (фильм-спектакль)
- 1967 — «Растрёпанный воробей» (мультфильм)
- 1967 — «Начало неведомого века» киноальманах, в котором третья часть «Повести о жизни», озаглавив весь сборник, выступила под названием «Мотря»
- 1971 — «Стальное колечко» (к/м фильм, к/ст им. А. Довженко, реж. Анатолий Кирик)[60]
- 1973 — «Тёплый хлеб» (мультфильм)
- 1979 — «Стальное колечко» (мультфильм)
- 1979 — «Квакша» (мультфильм)
- 1987 — «Тёплый хлеб» (короткометражный фильм)
- 1988 — «Жильцы старого дома» (мультфильм)
- 1983 — «Солдатская сказка» (мультфильм)
- 1989 — «Корзина с еловыми шишками» (мультипликационный фильм с использованием музыки Э. Грига)
- 2003 — «Остров без любви» (телесериал; 4-я серия «Вас буду ждать я…» по рассказу «Снег»)

## В музыке
- 1962 — опера «Снег» Александра Фридлендера, либретто М. Логиновской (по одноимённому рассказу К. Г. Паустовского)
- 1962 — балет «Поручик Лермонтов» Александра Фридлендера, по одноимённой пьесе К. Г. Паустовского
- 1964 — опера «Поручик Лермонтов» Ю. М. Зарицкого (1921—1975), либретто В. А. Рождественского на основе пьесы К. Г. Паустовского; постановка в Ленинградском Малом театре оперы и балета)
- 2018 — опера «Карельский пленник» по мотивам повести «Судьба Шарля Лонсевиля» (композитор Илья Кузнецов; автор либретто — Ольга Погодина-Кузмина)[61].

## Память
Первым увековечиванием памяти К. Г. Паустовского в СССР стало присвоение его имени одесской массовой библиотеке № 2 — одной из старейших библиотек города. Имя писателя библиотеке присвоено решением Совета Министров УССР № 134 от 20 февраля 1969 года.
Первый памятник К. Г. Паустовскому был открыт 1 апреля 2010 года также в Одессе, на территории Сада скульптур Одесского литературного музея. Киевский скульптор Олег Черноиванов увековечил великого писателя в образе загадочного сфинкса.
24 августа 2012 года был торжественно открыт памятник Константину Паустовскому на берегу Оки в Тарусе, созданный скульптором Вадимом Церковниковым по фотографиям Константина Георгиевича, на которых писатель изображён со своей собакой Грозным.
29 мая 2012 года, к 120-летию Паустовского, ему был установлен памятник в Санжейке, где писатель жил и работал в августе 1960 года.
Малая планета, открытая Н. С. Черных 8 сентября 1978 года в Крымской Астрофизической Обсерватории и зарегистрированная под номером 5269, названа в честь К. Г. Паустовского — (5269) Paustovskij = 1978 SL6.
Именем писателя названы: Улица Паустовского в Москве, улицы в Петрозаводске, Одессе, Киеве, Днепре, Тарусе, Таганроге, Ростове-на-Дону, Горловке, Библиотека № 5 в Севастополе, Теплоход проекта 1430 в Крыму, сухогруз «Константин Паустовский» проекта (СФРЮ).
К 125-летию со дня рождения писателя был создан организационный комитет по подготовке и проведению мероприятий в честь знаменательной даты под председательством Михаила Сеславинского, в состав которого вошли директор Государственного литературного музея Дмитрий Бак, директор Института русской литературы Всеволод Багно, директор Российского государственного архива литературы и искусства Татьяна Горяева, директор Московского литературного музея-центра К. Г. Паустовского Анжелика Дормидонтова, хранитель Дома-музея К. Г. Паустовского в Тарусе Галина Арбузова, заведующая Домом-музеем К. Г. Паустовского в Старом Крыму Ирина Котюк и другие.
В день рождения Паустовского в 2017 году главные торжества прошли в Доме-музее писателя в Тарусе. Всего в юбилейный год состоялось около 100 праздничных мероприятий. Среди них «Ночь в архиве» в Российском государственном архиве литературы и искусства (РГАЛИ), где гостям представили подлинные рукописи автора. В Москве прошла международная конференция, посвященная литературному наследию Константина Паустовского.
В Доме-музее писателя в Тарусе работала выставка «Неизвестный Паустовский». В национальном парке «Мещёрский» открылся маршрут «Тропа Паустовского» (Там же планируется создать музей по мотивам его произведения «Кордон 273»). Всероссийский молодежный литературно-музыкальный фестиваль «Тарусские грозы» собрал в Тарусе маститых и начинающих поэтов из многих регионов России. К юбилею писателя «Почта России» выпустила конверт с оригинальной маркой. Уникальные предметы, в числе которых рукописи, открытки, письма, автографы, показали 1 ноября на выставке «Россия глазами Паустовского», которая открылась на Арбате. Также 1 ноября была открыта выставка «Паустовский и кино» в галерее «Беляево».
С 14 декабря 2017 по 4 февраля 2018 в Государственном музее имени Пушкина проходила выставка «Константин Паустовский. Без купюр». Она была приурочена к 125-летию со дня рождения писателя и выступила основным выставочным проектом юбилейного года, организованным Московским литературным музеем-центром К. Г. Паустовского совместно с партнёрами. Среди приобретённых документов особую ценность представляет открытка, отправленная писателем Иваном Буниным Паустовскому 15 сентября 1947 года. В ней содержится отзыв на рассказ Паустовского «Корчма на Брагинке».

## Музеи
- Музей К. Г. Паустовского, расположен на территории усадьбы Кузьминки в Москве. С 1992 по 2017 год музеем издавался специализированный культурно-просветительский журнал «Мир Паустовского» (всего вышел 31 номер)[78][79].
- В 2005 году в городе Старый Крым открылся дом-музей Паустовского.
- В селе Пилипча Киевской области есть музей Паустовского[80].
- Дом-музей Паустовского в Тарусе. Открытие состоялось 31 мая 2012 года[81], в день 120-летия со дня рождения К. Паустовского.
- Мемориальный музей К. Г. Паустовского в Одессе на ул. Черноморской, 6. Литературное товарищество «Мир Паустовского».
- Киевский музей К. Г. Паустовского в школе № 135, улица Михаила Коцюбинского, 12Б. Открытие состоялось 30 ноября 2013 года[82].
- «Тропа К. Паустовского», входящая в экскурсионные маршруты, начинается у Дома-музея И. П. Пожалостина, расположенного в посёлке Солотча Рязанской области[83].

- Музей в Москве
- Дом-музей в Старом Крыму
- Мемориальный дом-музей в Тарусе

## Архив
Фонд К. Г. Паустовского в Российском государственном архиве литературы и искусства насчитывает 1139 единиц хранения за 1911—1976 гг. В нём представлены рукописи свыше 400 произведений писателя, автографы известных романов и повестей, юношеских стихотворений, большинство из которых не было опубликовано.
Также здесь хранятся фотографии, биографические материалы, статьи, отзывы прессы и прочее.

### Фильмография
- Исторические хроники — 1969. Чуковский. ()
- «Константин Паустовский. Последняя глава» — документальный фильм, режиссёр В. Непевный.